# Мільковський район
Мільковський район (рос. Мильковский район) — адміністративна одиниця Камчатського краю Російської Федерації.

## Фізико-географічна характеристика
Район розташований в центральній частині Камчатського півостріва, від верхів'їв річки Камчатки і до впадання в неї річки Козирівка. Західний кордон району проходить за серединним хребтом, східна — за Ганальським, Валагінським та Тумрокським хребтах. Не має виходу до моря.
Адміністративний центр — село Мільково.

## Адміністративний поділ
До складу району входять 2 сільських поселення:
1. Мільковське сільське поселення — с. Мільково
2. Атласовське сільське поселення